# Krzysztof Żmijewski

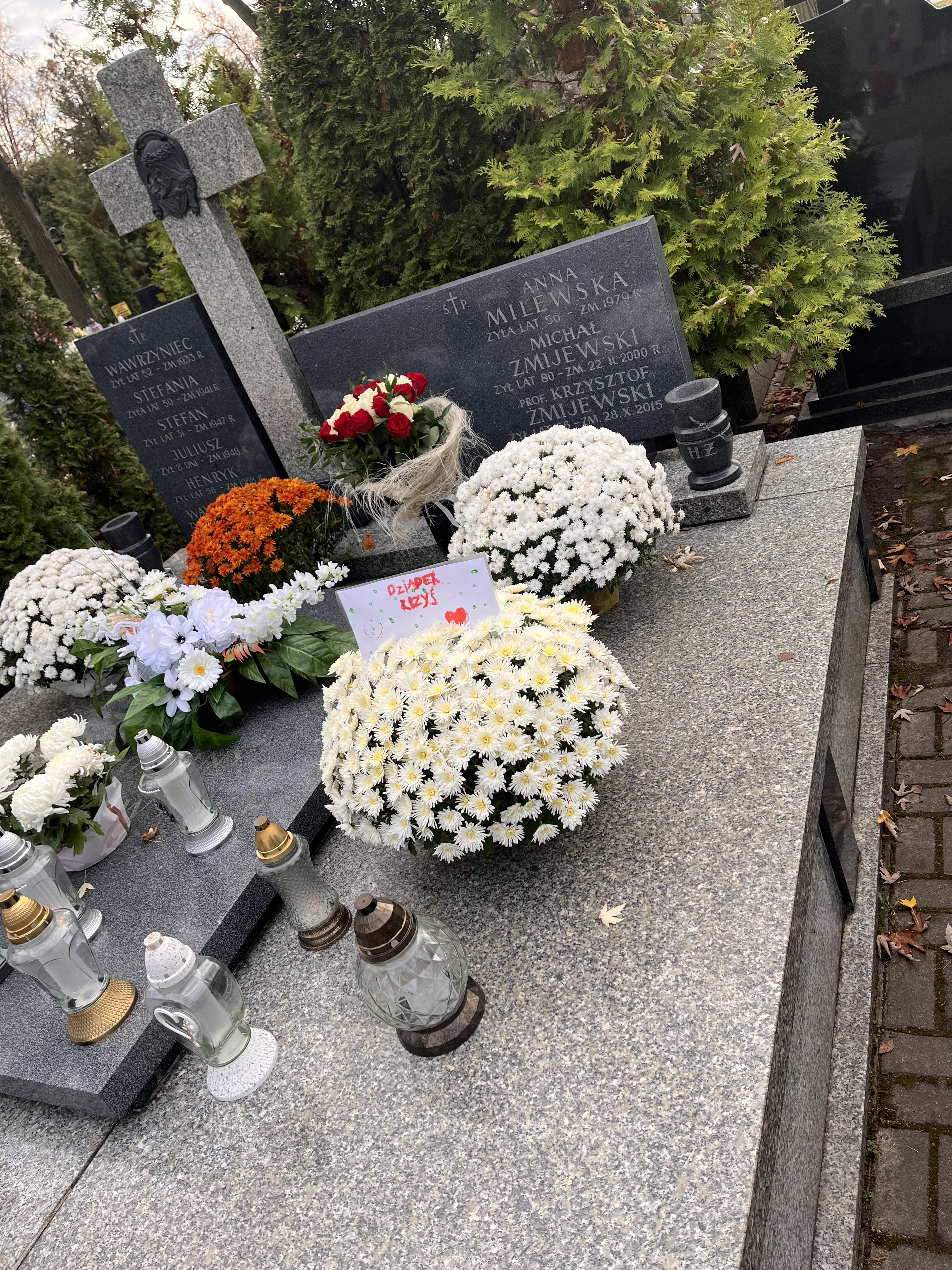
Grób Krzysztofa Żmijewskiego na Cmentarzu Poległych w Radzyminie

Krzysztof Henryk Żmijewski (ur. 9 września 1949 w Warszawie, zm. 28 października 2015 w Garwolinie) – polski inżynier, profesor Politechniki Warszawskiej, wykładowca akademicki, były wiceminister budownictwa, felietonista, społecznik.

## Życiorys
Uczestnik strajków 1968. Członek i współorganizator NSZZ Solidarność na Politechnice Warszawskiej w 1980. Przewodniczący Porozumienia Komitetów Obywatelskich podczas wyborów samorządowych w 1990.
Doktor habilitowany nauk technicznych. Od 1975 wykładowca Wydziału Inżynierii Lądowej Politechniki Warszawskiej, w latach 1988–1990 kierował Ośrodkiem Metod Komputerowych. Od 1991 do 1993 był Podsekretarzem Stanu w Ministerstwie Gospodarki Przestrzennej i Budownictwa, Od 1994 do 1998 pełnił funkcję prezesa Krajowej Agencji Poszanowania Energii, a następnie do 2001 prezesa zarządu Polskich Sieci Elektroenergetycznych. W okresie 30 stycznia 2001 – 12 kwietnia 2002 był członkiem Zarządu Polkomtel S.A. (operatora sieci Plus GSM). Specjalizował się w zakresie konstrukcji budowlanych. W 2010 prezydent RP Lech Kaczyński powołał go na członka Narodowej Rady Rozwoju.
W 1999 odznaczony Krzyżem Kawalerskim Orderu Odrodzenia Polski.
Pochowany na Cmentarzu Poległych w Radzyminie.
Imię Krzysztof Żmijewskiego nosi Stowarzyszenie na rzecz Efektywności.